# Regime turbolento

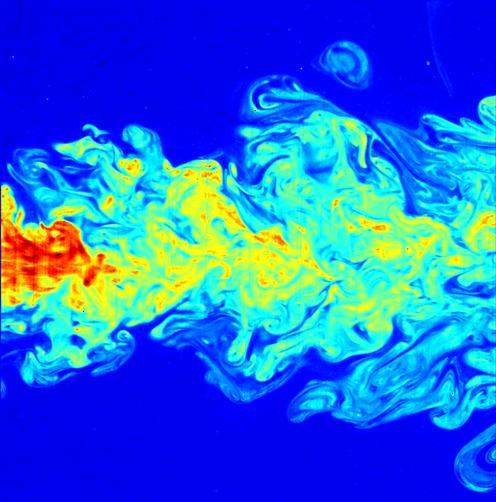
Getto turbolento visualizzato per mezzo di fluorescenza indotta da laser

In fluidodinamica, un regime turbolento è un moto di un fluido in cui le forze viscose non sono sufficienti a contrastare le forze di inerzia: il moto delle particelle del fluido che ne risulta avviene in maniera caotica, senza seguire traiettorie ordinate come nel caso di regime laminare. Questo si traduce nella formazione di vortici instabili di varie dimensioni, che interagiscono fra loro, e, più in generale, nel manifestarsi di fluttuazioni caotiche nei campi di velocità e pressione.
Moti turbolenti possono essere osservati in un gran numero di fenomeni della vita di tutti i giorni, come nel surf, in corsi d'acqua che scorrono veloci, nelle perturbazioni atmosferiche, o nel fumo prodotto da una combustione. In generale, accade spesso che i moti di fluidi che si osservano in natura o nelle applicazioni ingegneristiche siano in condizioni di regime turbolento.
Nonostante certe caratteristiche dei moti turbolenti possano considerarsi ormai assodate (come il fatto che l'instaurarsi o meno della turbolenza possa essere prevista dal valore del numero di Reynolds, che pesa il rapporto fra forze di inerzia e forze viscose), manca ancora una teoria completa in grado di descriverli in maniera soddisfacente: Richard Feynman definì la descrizione della turbolenza come il più importante problema irrisolto della fisica classica.

## Esempi di moti turbolenti
- Il fumo prodotto da una sigaretta, che da laminare diventa turbolento all'aumentare della velocità e della scala di lunghezza caratteristica del flusso.
- La turbolenza in alta atmosfera, che può causare il fenomeno del seeing astronomico.
- Gran parte della circolazione atmosferica terrestre.
- Lo strato miscelato in oceani e atmosfera, nonché correnti marine intense
- I flussi all'interno di molti macchinari e attrezzature industriali (condotte, motori a combustione interna, turbine a gas, ecc.)
- I flussi all'esterno di tutti i tipi di veicoli in movimento (automobili, aerei, treni, navi, ecc.)
- I moti all'interno delle atmosfere stellari
- Animali nuotatori possono generare turbolenza di origine biologica[1]
- Fiumi e torrenti se il moto dell'acqua è sufficientemente veloce.
- Vasi sanguigni, dove ad esempio sono una delle cause dei toni cardiaci osservabili con uno stetoscopio.[senza fonte]

## Storia
Già Leonardo da Vinci disegnò e commentò particolari flussi turbolenti. Le prime esperienze di tipo scientifico effettuate su questo tipo di moti si devono ad un esperimento condotto da Osborne Reynolds nel 1883 presso i laboratori di idraulica dell'Università di Manchester. L'esperimento di Reynolds consisteva nell'osservazione visiva dei moti turbolenti di un tubo di un filetto liquido distinto dal liquido circostante grazie ad un colorante. Per tale evenienza Reynolds aveva fatto allestire un tubo trasparente immerso in una vasca piena d'acqua, la quale alimentava il tubo. L'imbocco del tubo era stato attentamente sagomato in modo da prevenire fenomeni di natura turbolenta all'ingresso.

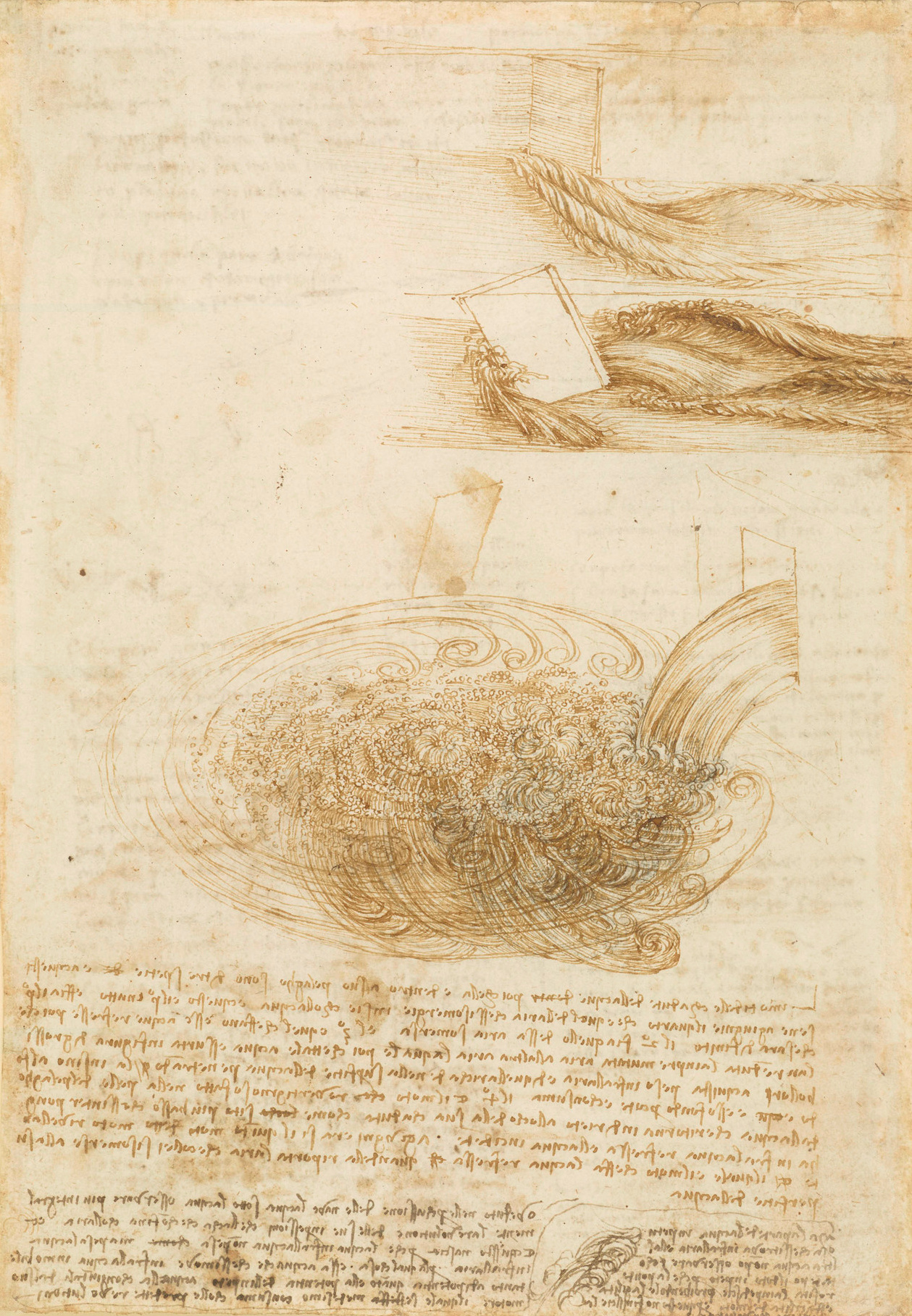
Rappresentazione di flussi turbolenti da parte di Leonardo da Vinci

L'esperimento fu condotto con tre tubazioni differenti. Reynolds osservò che per velocità relativamente basse del fluido il moto si presentava abbastanza regolare e il filetto presentava un andamento quasi rettilineo. Ripetendo l'esperimento a velocità più elevate, Reynolds osservò delle perturbazioni confinate che migravano verso valle. Aumentando ulteriormente la velocità, osservò che il colore del filetto tendeva a diffondere in tutta la tubazione. Reynolds identificò la condizione in cui il filetto di liquido si confondeva con il liquido circostante come "regime turbolento".
Ripetendo l'esperimento con altri tubi, Reynolds individuò un valore critico del seguente numero adimensionale, che in suo onore avrebbe preso il nome di numero di Reynolds:
{\displaystyle \mathrm {Re} ={Ud \over \nu }}
Per valori del numero di Reynolds superiori a circa 4 000 il moto si presentava come turbolento, mentre per valori inferiori a 2 000-2 500 il moto si presentava come laminare.
La difficoltà principale nello studio della turbolenza è costituita dalla presenza simultanea di un elevato numero di strutture vorticose di grandezza caratteristica differente, dette "vortici". Inoltre tutte queste strutture caratteristiche interagiscono mutuamente tra di loro a causa della struttura non lineare delle equazioni di Navier-Stokes.
Tutte queste peculiarità rendono l'approccio analitico classico di difficile applicazione.
Nel 1922 Lewis F. Richardson introdusse il concetto di cascata di energia, mentre al 1941 risale la prima teoria statistica sulla turbolenza, elaborata dal matematico e fisico sovietico Andrej N. Kolmogorov.
Negli ultimi decenni, lo studio della turbolenza ha fatto grandi passi in avanti, sia per un avanzamento delle tecnologie utilizzabili negli studi sperimentali, ma soprattutto ad opera dell'introduzione delle simulazioni al computer, che permettono di studiare quantitativamente nel dettaglio flussi turbolenti mediante l'integrazione numerica delle equazioni di Navier-Stokes. In particolare, nello studio degli aspetti più fondamentali della turbolenza, si fa grande uso delle simulazioni numeriche dirette (DNS), che contrariamente a tecniche più utilizzate in ambito ingegneristico come le equazioni di Navier-Stokes mediate (RANS) o le Large Eddy simulations (LES), non richiedono ipotesi ulteriori sul comportamento del flusso, dato che risolvono esplicitamente tutte le scale spaziali e temporali del sistema. Il prezzo da pagare è però un elevatissimo costo computazionale, per cui anche lo studio numerico dei flussi più semplici richiede l'utilizzo di potenti supercomputer.

## Descrizione

### Differenze tra regime turbolento e regime laminare

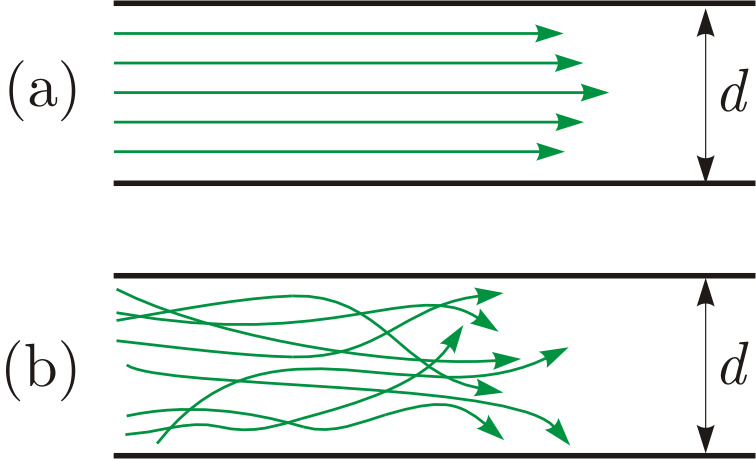
Rappresentazione del regime di moto laminare (a) e turbolento (b) all'interno di un condotto cilindrico.

Un flusso turbolento differisce da un flusso laminare in quanto al suo interno sono presenti strutture vorticose di grandezza e velocità differenti che rendono il flusso non predicibile nel tempo anche se il moto rimane deterministico.
Ossia il moto è regolato dalle leggi del caos deterministico: se fossimo in grado di conoscere 'esattamente' tutto il campo di velocità in un dato istante e fossimo in grado di risolvere le equazioni di Navier-Stokes potremmo ottenere tutti i campi del moto futuro. Ma se conoscessimo il campo con una piccolissima imprecisione questa dopo un certo tempo renderebbe la soluzione trovata completamente differente da quella reale.
Ad esempio, nel caso di moto in un condotto cilindrico, in caso di regime turbolento il fluido si muove in maniera disordinata, ma con una velocità media di avanzamento pressoché costante sulla sezione.
Nel caso di moto laminare invece le traiettorie sono rettilinee ed il profilo di velocità parabolico o di Poiseuille.
Il numero di Reynolds per cui avviene la transizione regime laminare a turbolento, in questo caso è Re = 2300. Tuttavia, questo valore è strettamente dipendente dall'ampiezza dei disturbi presenti nel flusso prima della transizione al regime turbolento. Per cui è teoricamente possibile ottenere flussi laminari per valori più elevati del numero di Reynolds.

### Caratteristiche
I moti turbolenti possiedono caratteristiche peculiari:

#### Irregolarità
I flussi turbolenti sono sempre altamente irregolari. Per questo motivo, i problemi di turbolenza sono normalmente trattati in modo statistico piuttosto che deterministico. Un flusso turbolento è caotico, ma non tutti i flussi caotici si possono definire turbolenti.

#### Diffusività
L'ampia disponibilità di energia cinetica nei flussi turbolenti tende ad accelerare l'omogeneizzazione (miscelazione) dei miscugli fluidi. La caratteristica responsabile dell'aumento della miscelazione e dell'aumento del tasso di trasporto di massa, quantità di moto ed energia in un flusso è chiamata "diffusività".
La diffusione turbolenta è solitamente parametrizzata da un coefficiente di diffusione turbolenta. Questo coefficiente di diffusione turbolenta è definito in senso fenomenologico, per analogia con le diffusività molecolari, ma non ha un vero significato fisico, essendo dipendente dalle caratteristiche particolari del flusso, e non una vera proprietà del fluido in sé. Inoltre, il concetto di diffusività turbolenta ipotizza una relazione costitutiva tra il flusso turbolento e il gradiente di una variabile media simile alla relazione tra flusso e gradiente che esiste per il trasporto molecolare. Nel migliore dei casi, questa ipotesi è solo un'approssimazione. Tuttavia, la diffusività turbolenta risulta essere l'approccio più semplice per l'analisi quantitativa dei flussi turbolenti e sono stati postulati molti modelli per calcolarla. Ad esempio, in grandi specchi d'acqua come gli oceani questo coefficiente può essere trovato utilizzando la legge di potenza dei quattro terzi di Richardson ed è governato dai principi del random walk. Nei fiumi e nelle grandi correnti oceaniche, il coefficiente di diffusione è dato da variazioni della formula di Elder.

#### Rotazionalità
I flussi turbolenti possiedono una vorticità non nulla e sono caratterizzati da un importamento meccanismo di generazione di vortici tridimensionali noto come vortex stretching (stiramento del vortice). In fluidodinamica, si tratta essenzialmente di vortici soggetti ad uno "stiramento" associato a un aumento della componente della vorticità nella direzione di allungamento, dovuto alla conservazione del momento angolare. Inoltre, il vortex stretching è il meccanismo fondamentale su cui si basa la cascata turbolenta di energia per instaurare e mantenere una funzione di struttura identificabile. In generale, il meccanismo di stretching implica l'assottigliamento dei vortici nella direzione perpendicolare alla direzione di stiramento a causa della conservazione del volume degli elementi di fluido. Di conseguenza, la scala di lunghezza radiale dei vortici diminuisce e le strutture più grandi del flusso si scompongono in strutture più piccole. Il processo continua fino a quando le strutture su piccola scala sono abbastanza piccole da poter trasformare la loro energia cinetica in calore a causa della viscosità molecolare del fluido. Secondo tale definizione, il flusso turbolento in senso stretto è quindi sempre rotazionale e tridimensionale. Tale definizione non è però condivisa da tutti gli studiosi del settore, e non è raro imbattersi nel termine turbolenza bidimensionale, che è rotazionale e caotica, ma priva del meccanismo di vortex stretching.

#### Dissipazione
Per poter mantenere un flusso turbolento, è necessaria una fonte di energia persistente perché la turbolenza la dissipa rapidamente, convertendo l'energia cinetica in energia interna mediante sforzi di taglio viscosi. Nel regime turbolento si ha la formazione di vortici aventi scale di lunghezze molto diverse. La maggior parte dell'energia cinetica del moto turbolento è contenuta nelle strutture di larga scala. L'energia "precipita" da queste strutture su larga scala a strutture su scala più piccola mediante un meccanismo dovuto a effetti puramente inerziali ed essenzialmente invisibile. Questo processo continua, creando strutture sempre più piccole corrispondenti quindi a una gerarchia di vortici. Alla fine di questo processo si formano strutture che sono abbastanza piccole da risentire degli effetti dovuti alla diffusione molecolare e quindi ha luogo la dissipazione viscosa dell'energia. La scala alla quale ciò accade è la scala di Kolmogorov.
Questo processo si definisce cascata di energia, per il quale il flusso turbolento può essere modellizzato come una sovrapposizione di uno spettro corrispondente ai vortici e alle fluttuazioni del campo di velocità su un flusso medio. I vortici possono essere in certo senso definiti come strutture coerenti dei campi di velocità, vorticità e pressione. I flussi turbolenti possono essere visti come costituiti da un'intera gerarchia di vortici su un'ampia gamma di scale di lunghezza e tale gerarchia può essere descritta quantitativamente dallo spettro di energia, che misura l'energia cinetica delle fluttuazioni di velocità per ciascuna scala di lunghezza (corrispondenti ognuna a un numero d'onda). Le scale nella cascata dell'energia sono generalmente impredicibili e altamente non simmetriche. Tuttavia, sulla base di queste scale di lunghezza, questi vortici possono essere suddivisi in tre categorie principali:

##### Scala integrale
A tale scala si associano un tempo e una lunghezza caratteristici. Il tempo integrale, in una descrizione lagrangiana, può essere definito come:
{\displaystyle T=\left({\frac {1}{\langle u'u'\rangle }}\right)\int _{0}^{\infty }\langle u'u'(\tau )\rangle \,d\tau }
dove u' rappresenta le fluttuazioni di velocità, mentre τ è l'intervallo di tempo fra due misure. La lunghezza integrale può essere definita in modo analogo:
{\displaystyle L=\left({\frac {1}{\langle u'u'\rangle }}\right)\int _{0}^{\infty }\langle u'u'(r)\rangle \,dr}
in cui r rappresenta la distanza fra due punti diversi di misura. Tale scala corrisponde ai vortici di dimensione maggiore (e durata maggiore), ai quali si associa la maggior quantità di energia. Su tali scale il flusso è tipicamente anisotropo.

##### Scala di Kolmogorov
La scala di Kolmogorov è la scala spaziale più piccola, dove l'energia cinetica che arriva dalle scale superiori (mediante il termine di inerzia non lineare) viene dissipata in energia termica ad opera della viscosità. Su tali scale il flusso è tipicamente omogeneo e isotropo.

##### Microscale di Taylor (o della turbolenza)
Si tratta delle scale intermedie tra la scala integrale più grande e quella di Kolmogorov più piccola, e compongono l'intervallo inerziale. Le microscale di Taylor non corrispondono a fenomeni dissipativi, ma alla trasmissione di energia dalla scala più grande a quella più piccola senza dissipazione. Tali scale sono quindi cruciali nello studio del trasporto di energia e quantità di moto nello spazio dei numeri d'onda.
Sebbene sia possibile trovare alcune soluzioni particolari delle equazioni di Navier-Stokes che governano il moto dei fluidi, tutte queste soluzioni sono instabili per perturbazioni di ampiezza finita a grandi numeri di Reynolds. La dipendenza sensibile dalle condizioni iniziali e al contorno rende il flusso del fluido irregolare sia nel tempo che nello spazio, cosicché è necessaria una descrizione statistica. Il matematico russo Andrej Kolmogorov propose la prima teoria statistica della turbolenza, basata sulla suddetta nozione di cascata di energia (un'idea originariamente introdotta in maniera qualitativa da Richardson) e sul concetto di auto-similarità. Da ciò deriva il nome di microscala di Kolmogorov. È noto che l'auto-similarità non è esatta, quindi tale descrizione statistica è stata modificata rispetto al lavoro originale di Kolmogorov.

## Transizione alla turbolenza
La transizione al regime turbolento può essere, in una certa misura, prevista dal valore del numero di Reynolds, che quantifica il rapporto tra le forze d'inerzia e le forze viscose in un fluido soggetto ad un moto relativo al suo interno, a causa di valori diversi del campo di velocità in punti diversi, in quello che è noto come strato limite nel caso di una superficie che delimita il fluido. A contrastare questo effetto vi è la viscosità del fluido, che aumentando, inibisce progressivamente la turbolenza, poiché più energia cinetica viene dissipata da un fluido più viscoso. Il numero di Reynolds quantifica l'importanza relativa di questi due tipi di forze per determinate tipologie di flussi, ed è un'indicazione per capire se si osserverà un flusso turbolento in una particolare configurazione.
Questa capacità di prevedere la formazione di un flusso turbolento è un importante strumento di progettazione per apparecchiature come sistemi di tubazioni o ali di aeromobili, ma il numero di Reynolds viene utilizzato anche nel riscalare i problemi di dinamica dei fluidi per sfruttare la similitudine dinamica tra due diversi casi di flusso del fluido, ad esempio tra un aeromodello e la sua versione a grandezza naturale. Tale similitudine non è sempre lineare e l'applicazione dei numeri di Reynolds a entrambe le situazioni consente di calcolare i fattori corretti. Un flusso in cui l'energia cinetica viene assorbita in modo significativo a causa dell'azione della viscosità molecolare del fluido dà luogo ad un regime di flusso laminare. Per questo la quantità adimensionale del numero di Reynolds (Re) viene utilizzata come guida.
Ricapitolando:
- il regime laminare si verifica a bassi numeri di Reynolds, dove le forze viscose sono dominanti, ed è caratterizzato da un movimento del fluido regolare e costante;
- il regime turbolento si verifica ad alti numeri di Reynolds ed è dominato dalle forze d'inerzia, che tendono a produrre vortici e altre instabilità del flusso.

Il numero di Reynolds è definito come:
{\displaystyle \mathrm {Re} ={\frac {\rho UL}{\mu }}\,,}
dove:
- ρ è la densità del fluido (nel SI kg/m{\displaystyle ^{3}})
- U è una velocità caratteristica del fluido rispetto ad un oggetto di riferimento (m/s)
- L è una scala di lunghezza caratteristica del flusso (m)
- μ è la viscosità dinamica del fluido (Pa·s o N·s/m2 o kg/(m·s)).

Nel caso di flussi incomprimibili, solitamente i termini di densità e viscosità dinamica sono sostituiti dal loro rapporto, ossia la viscosità cinematica. Il valore critico del numero di Reynolds dipende dal particolare tipo di flusso (spesso è nell'ordine delle migliaia), e dipende anche dalla convenzione con cui si scelgono le scale caratteristiche.

## Trasporto di quantità di moto e calore in turbolenza
In un flusso turbolento, le particelle di fluido compiono movimenti trasversali aggiuntivi che aumentano la velocità di scambio di energia e quantità di moto tra di loro, aumentando così di fatto i coefficienti di scambio di calore e di viscosità. Supponiamo per semplicità di avere un flusso turbolento bidimensionale e di essere in grado di localizzare un punto specifico nel fluido dove misurare la velocità effettiva {\displaystyle {\textbf {v}}=(v_{x},v_{y})} di ogni particella di fluido che è passata attraverso quel punto in un dato momento. Si troverà la velocità effettiva che oscilla attorno a un valore medio:
{\displaystyle v_{x}=\underbrace {{\overline {v}}_{x}} _{\text{valore medio}}+\underbrace {v'_{x}} _{\text{fluttuazioni}}\quad {\text{e}}\quad v_{y}={\overline {v}}_{y}+v'_{y}\,;}
e analogamente per la temperatura ({\displaystyle T={\bar {T}}+T'}) e la pressione ({\displaystyle P={\bar {P}}+P'}), dove le quantità con gli indici denotano fluttuazioni sovrapposte al flusso medio. Questa scomposizione di una variabile del flusso in un valore medio e una fluttuazione turbolenta fu originariamente proposta da Osborne Reynolds nel 1895 ed è considerata l'inizio dell'analisi matematica sistematica dei flussi turbolenti, come sottodisciplina della dinamica dei fluidi. Mentre i valori medi sono presi come variabili prevedibili determinate da leggi dinamiche, le fluttuazioni turbolente sono considerate variabili stocastiche. Tale approccio è quello su cui si basano le equazioni di Navier-Stokes mediate (RANS), un'approssimazione delle equazioni esatte utilizzata spesso in applicazioni pratiche della fluidodinamica, in cui si è interessati solamente alle quantità medie.
Il flusso di calore e lo scambio di quantità di moto (rappresentati dallo sforzo di taglio τ) nella direzione normale al flusso in un dato tempo sono allora esprimibili come:
{\displaystyle {\begin{aligned}q&=\underbrace {v'_{y}\rho c_{P}T'} _{\text{valore sperimentale}}=-k_{\text{turb}}{\frac {\partial {\overline {T}}}{\partial y}}\,;\\\tau &=\underbrace {-\rho {\overline {v'_{y}v'_{x}}}} _{\text{valore sperimentale}}=\mu _{\text{turb}}{\frac {\partial {\overline {v}}_{x}}{\partial y}}\,;\end{aligned}}}
dove {\displaystyle c_{P}} è la capacità termica a pressione costante, ρ è la densità del fluido, {\displaystyle \mu _{turb}} è il coefficiente di viscosità turbolenta e {\displaystyle k_{turb}} è la conducibilità termica turbolenta.

## Teoria della turbolenza di Kolmogorov

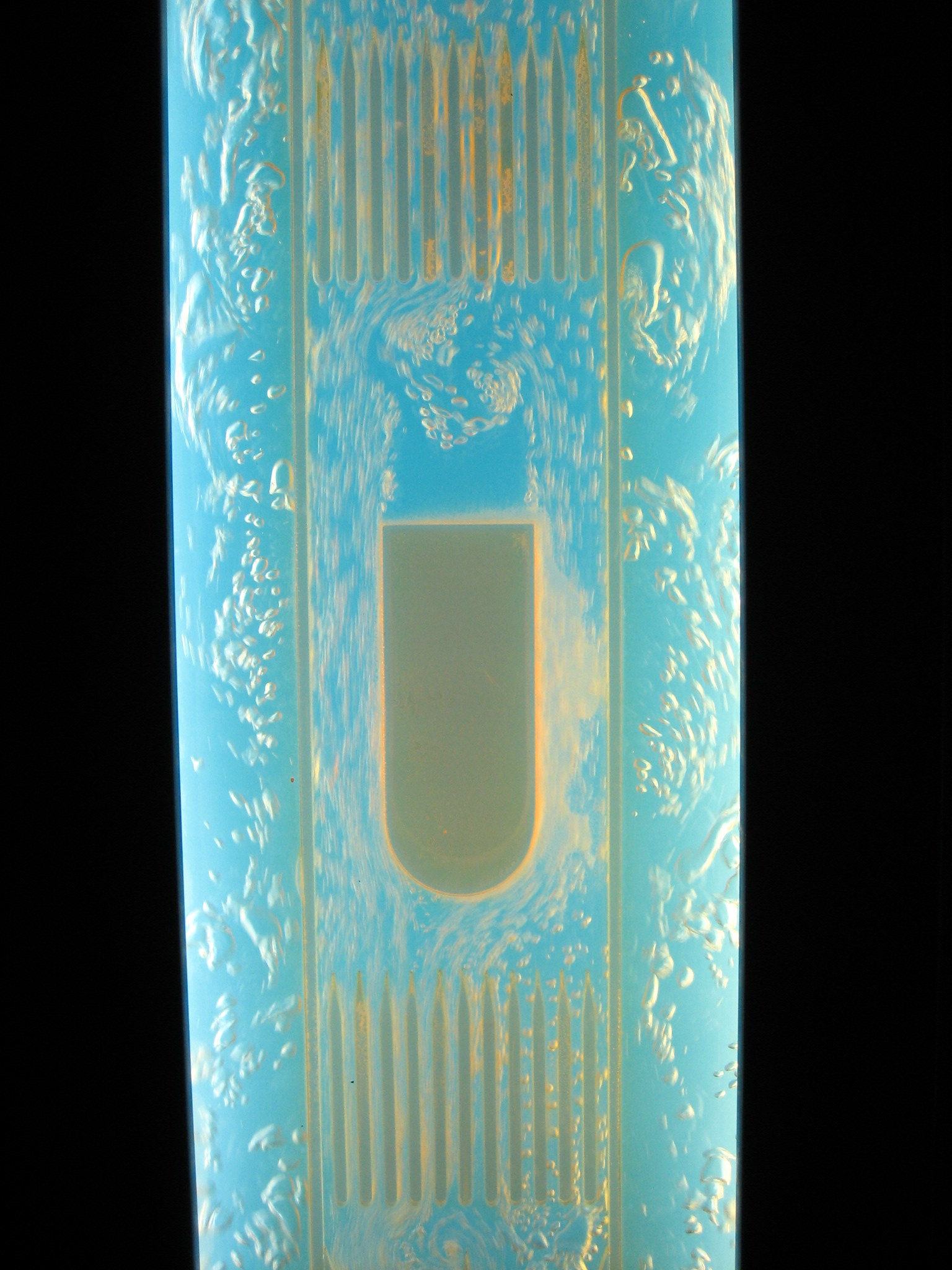
Esperimento sulla turbolenza, Shanghai Science and Technology Museum.

La prima teoria formale sulla turbolenza è stata ottenuta tramite un approccio statistico da A. N. Kolmogorov nel 1941. 
La teoria di Kolmogorov del 1941 (K41), tramite delle ipotesi sulla natura statistica e fisica dei campi di velocità, riesce a descrivere l'andamento dello spettro di energia del campo di velocità.
In tale elaborazione, Kolmogorov partì dal concetto di cascata di energia, così come era stato descritto da Richardson: nei moti turbolenti l'energia viene trasmessa al fluido in strutture vorticose paragonabili alla grandezza del corpo che si muove, ad esempio un ventilatore trasferirà energia a "vortici" di grandezza paragonabile alle sue pale, o l'ala di un aereo produrrà dei "vortici" sulla scala della sua sezione. A questo punto questi "vortici" di grande scala produrranno vortici via via sempre più piccoli dando origine al fenomeno della "cascata di energia"; ossia l'energia cinetica introdotta alle scale più grandi non si trasformerà subito in energia termica, ma alimenterà l'energia di vortici sempre più piccoli (intervallo inerziale) senza alcuna dissipazione. Quando le dimensioni delle strutture vorticose saranno sufficientemente piccole l'energia cinetica inizierà ad essere dissipata e verrà trasformata in calore (intervallo dissipativo); la scala caratteristica a cui avviene la dissipazione di energia cinetica viene detta scala di Kolmogorov.
Nella sua teoria originale del 1941, Kolmogorov postulò che per valori molto alti del numero di Reynolds (formalmente, nel limite di {\displaystyle {\text{Re}}} infinito), i moti turbolenti su piccola scala potessero essere considerati statisticamente isotropi (cioè non si poteva distinguere alcuna direzione spaziale preferenziale). In generale, le scale maggiori di un flusso non sono isotrope, poiché sono determinate dalle particolari caratteristiche geometriche dei bordi (la dimensione che caratterizza le grandi scale sarà indicata con {\displaystyle L}). L'idea di Kolmogorov era che nella cascata di energia di Richardson questa informazione geometrica e direzionale si perda su scale ridotte, in modo che il comportamento statistico delle piccole scale abbia un carattere universale: sia lo stesso per tutti i flussi turbolenti quando il numero di Reynolds è sufficientemente alto.
Inoltre, Kolmogorov introdusse una seconda ipotesi: per numeri di Reynolds molto alti le statistiche dei fenomeni di piccola scala sono universalmente e univocamente determinate dalla viscosità cinematica {\displaystyle \nu } e dal tasso di dissipazione di energia {\displaystyle \varepsilon }. Con solo questi due parametri, l'unica lunghezza che può essere ricavata utilizzando l'analisi dimensionale è
{\displaystyle \eta =\left({\frac {\nu ^{3}}{\varepsilon }}\right)^{1/4}\,,}
nota adesso come lunghezza di Kolmogorov. Un flusso turbolento è caratterizzato da una gerarchia di scale attraverso le quali avviene la cascata di energia. La dissipazione dell'energia cinetica avviene a scale dell'ordine della lunghezza di Kolmogorov {\displaystyle \eta }, mentre l'iniezione di energia nella cascata proviene dal decadimento dei vortici di grande scala, di ordine {\displaystyle L}. Queste due scale agli estremi della cascata possono differire di parecchi ordini di grandezza ad alti numeri di Reynolds. In mezzo c'è una gamma di scale (ognuna con la sua lunghezza caratteristica {\displaystyle r}) le cui strutture si formano a scapito dell'energia di quelle più grandi. Queste scale sono molto maggiori rispetto alla lunghezza di Kolmogorov, ma ancora molto piccole rispetto alla grande scala del flusso (cioè {\displaystyle \eta \ll r\ll L}). Poiché i vortici in questo intervallo sono molto più grandi dei vortici dissipativi che esistono alle scale di Kolmogorov, l'energia cinetica sostanzialmente non viene dissipata in questo intervallo ed è semplicemente trasferita su scale più piccole (ciò è permesso dalla non linearità delle equazioni di Navier-Stokes) fino a quando, avvicinandosi all'ordine della scala di Kolmogorov, gli effetti viscosi diventano rilevanti. All'interno di questo intervallo gli effetti inerziali sono ancora molto più ampi degli effetti viscosi, ed è possibile presumere che la viscosità non giochi un ruolo nella loro dinamica interna (per questo motivo questo intervallo è chiamato "intervallo inerziale").
Una terza ipotesi di Kolmogorov era che, per un valore del numero di Reynolds sufficientemente elevato, il comportamento statistico delle scale nell'intervallo {\displaystyle \eta \ll r\ll L} sia universalmente e univocamente determinato dalla scala {\displaystyle r} e dal tasso di dissipazione di energia {\displaystyle \varepsilon }.
Il modo in cui l'energia cinetica viene distribuita su tutto l'insieme delle scale spaziali (e, indirettamente, temporali) è una caratterizzazione fondamentale di un flusso turbolento. Nel caso di turbolenza omogenea (cioè, statisticamente invarianti rispetto alle traduzioni del sistema di riferimento) e isotropa, questo di solito quantificato per mezzo della funzione spettro di energia {\displaystyle E(k)}, dove {\displaystyle k} è il modulo del vettore d'onda corrispondente a determinate armoniche in una rappresentazione di Fourier del campo di velocità {\displaystyle {\textbf {u}}({\textbf {x}})}:
{\displaystyle \mathbf {u} (\mathbf {x} )=\iiint _{\mathbb {R} ^{3}}{\hat {\mathbf {u} }}(\mathbf {k} )e^{i\mathbf {k\cdot x} }\,\mathrm {d} ^{3}\mathbf {k} \,,}
dove {\displaystyle {\hat {\textbf {u}}}({\textbf {x}})} è la trasformata di Fourier spaziale del campo di velocità. Si avrà allora che {\displaystyle E(k)dk} rappresenta il contributo all'energia cinetica fornito da tutti i modi di Fourier aventi {\displaystyle k<|{\textbf {k}}|<k+dk}, e quindi:
{\displaystyle {\tfrac {1}{2}}\left\langle u_{i}u_{i}\right\rangle =\int _{0}^{\infty }E(k)\,\mathrm {d} k\,,}
dove {\displaystyle {\tfrac {1}{2}}\left\langle u_{i}u_{i}\right\rangle } è l'energia cinetica turbolenta media del flusso e il numero d'onda {\displaystyle k} corrispondente alla scala {\displaystyle r} è {\displaystyle k={\frac {2\pi }{r}}}. Dall'analisi dimensionale, l'unica possibile forma dello spettro di energia, che obbedisca alla terza ipotesi di Kolmogorov, è:
{\displaystyle E(k)=K_{0}\varepsilon ^{\frac {2}{3}}k^{-{\frac {5}{3}}}\,,}
dove {\displaystyle K_{0}\approx 1.44} dovrebbe essere una costante universale. Questo è uno dei risultati più famosi della teoria di Kolmogorov del 1941, e nel corso degli anni si sono accumulate considerevoli prove sperimentali in suo supporto. Al di fuori dell'intervallo inerziale si trova la formula:
{\displaystyle E(k)=K_{0}\varepsilon ^{\frac {2}{3}}k^{-{\frac {5}{3}}}\exp \left[-{\frac {3K_{0}}{2}}\left({\frac {\nu ^{3}k^{4}}{\varepsilon }}\right)^{\frac {1}{3}}\right]\,.}

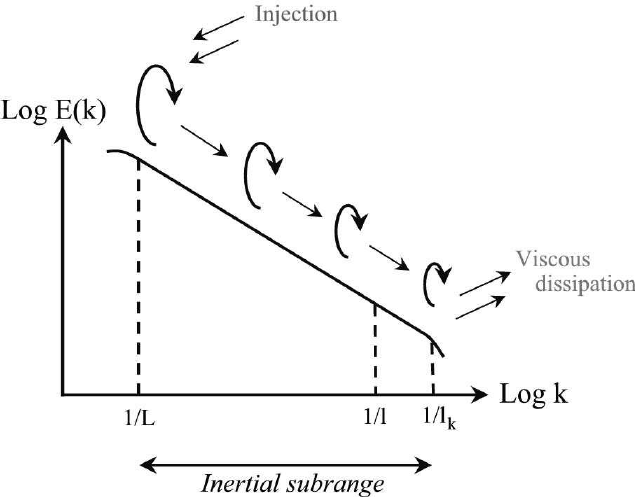
Spettro dell'energia cinetica in presenza della cascata diretta

Nonostante questi successi, la teoria di Kolmogorov necessita di correzioni. Questa teoria presuppone implicitamente che la turbolenza sia statisticamente dotata di auto similarità su scale diverse. Ciò significa essenzialmente che le statistiche devono essere invarianti di scala all'interno dell'intervallo inerziale. Un modo usuale di studiare il campo di velocità di un flusso turbolento è considerando le differenze di velocità nello spazio, a distanza {\displaystyle r} (poiché la turbolenza è assunta isotropa, l'incremento della velocità del flusso dipende solo dal modulo del vettore di separazione):
{\displaystyle \delta \mathbf {u} (r)=\mathbf {u} (\mathbf {x} +\mathbf {r} )-\mathbf {u} (\mathbf {x} )\,.}
Gli incrementi di velocità del flusso sono utili perché enfatizzano gli effetti delle scale dell'ordine di separazione {\displaystyle r} quando nel calcolo delle proprietà statistiche. L'invarianza di scala statistica implica che il riscalamento degli incrementi di velocità del flusso dovrebbe avvenire con un esponente di scala unico {\displaystyle \beta }, in modo che quando {\displaystyle r} è scalato da un fattore {\displaystyle \lambda }, la grandezza
{\displaystyle \delta \mathbf {u} (\lambda r)}
dovrebbe avere la stessa distribuzione statistica di
{\displaystyle \lambda ^{\beta }\delta \mathbf {u} (r)\,,}
con {\displaystyle \beta } indipendente da {\displaystyle r}. Da questo fatto e da altri risultati della teoria di Kolmogorov del 1941, ne consegue che i momenti degli incrementi di velocità (noti come funzioni di struttura in turbolenza) dovrebbero scalare come:
{\displaystyle {\Big \langle }{\big (}\delta \mathbf {u} (r){\big )}^{n}{\Big \rangle }=C_{n}(\varepsilon r)^{\frac {n}{3}}\,,}
dove le parentesi denotano la media statistica, e le {\displaystyle C_{n}} dovrebbero essere delle costanti universali.
Ciò risulta sperimentalmente (e numericamente) verificato per {\displaystyle n=3}, dove la teoria prevede inoltre {\displaystyle C_{3}=-4/5}. Vi sono però numerose indicazioni che, per {\displaystyle n} generico, i flussi turbolenti si allontanino da questa previsione. Gli esponenti di scaling deviano dal valore {\displaystyle n/3} previsto dalla teoria, diventano una funzione non lineare dell'ordine {\displaystyle n} della funzione di struttura. Anche l'universalità delle costanti {\displaystyle C_{n}}è stata messa in discussione. Per valori piccoli di {\displaystyle n} la discrepanza rispetto alla previsione {\displaystyle n/3} di Kolmogorov è molto piccola, per cui la teoria è in grado di predire con successo il comportamento dei momenti di ordine basso. In particolare, si può dimostrare che, se lo spettro di energia segue una legge di potenza del tipo
{\displaystyle E(k)\propto k^{-p}\,,}
con {\displaystyle 1<p<3}, anche la funzione di struttura del second'ordine seguirà una legge di potenza, della forma:
{\displaystyle {\Big \langle }{\big (}\delta \mathbf {u} (r){\big )}^{2}{\Big \rangle }\propto r^{p-1}\,.}{\displaystyle {\Big \langle }{\big (}\delta \mathbf {u} (r){\big )}^{2}{\Big \rangle }\propto r^{p-1}\,,}
Poiché i valori sperimentali (e numerici) per l'ordine 2 deviano solo di poco dalla previsione di Kolmogorov pari a {\displaystyle 2/3}, il valore di {\displaystyle p} è molto vicino a {\displaystyle 5/3} (le differenze sono dell'ordine del 2%). Ciò significa che il cosiddetto "spettro di Kolmogorov alla {\displaystyle 5/3}" è solitamente osservato nei flussi turbolenti. Tuttavia, per le funzioni di struttura di ordine superiore, la differenza con lo scaling di Kolmogorov è significativa e la rottura dell'auto similarità statistica è evidente. Questo comportamento, e la mancanza di universalità delle costanti {\displaystyle C_{n}}, sono legati al fenomeno dell'intermittenza in turbolenza. Essa è un'importante area di ricerca in questo campo e uno degli obiettivi principali della moderna teoria della turbolenza è capire cosa sia veramente universale nell'intervallo inerziale.

## Turbolenza bidimensionale
Un fenomeno strettamente collegato a quello della turbolenza tridimensionale standard è quello della cosiddetta turbolenza bidimensionale. Si tratta di un regime caotico che si osserva nel caso in cui il moto del fluido avvenga in sole due dimensioni: anche se il caso perfettamente bidimensionale può esistere solo sulla carta, il moto nella terza dimensione spaziale può risultare soppresso a causa di anisotropie geometriche, o forze di vario tipo che agiscono sul sistema. 

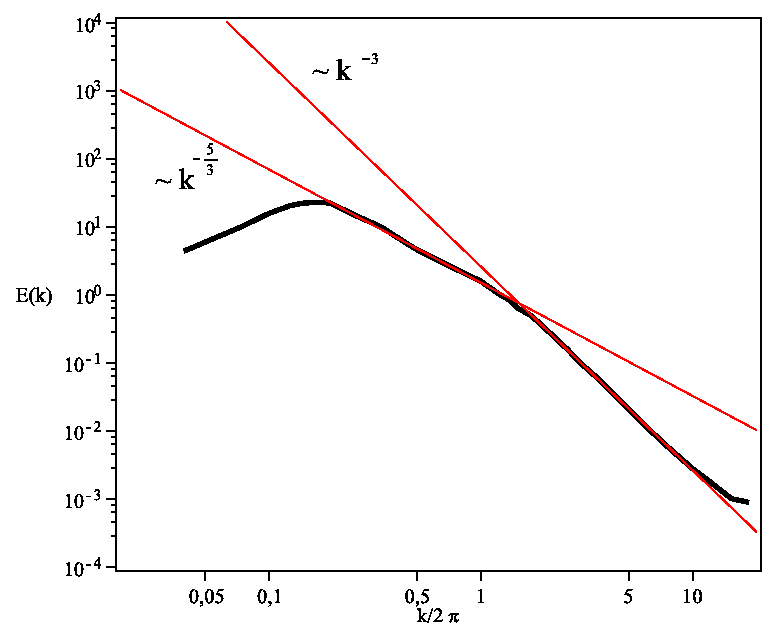
Spettro di energia nel regime di doppia cascata

La fenomenologia dei moti turbolenti bidimensionali si distingue per un motivo fondamentale: nell'equazione della vorticità in due dimensioni il termine di vortex stretching è identicamente nullo (perché i vettori del campo di velocità e di vorticità sono perpendicolari in ogni punto). Questo si traduce nel fatto che, nel cosiddetto intervallo inerziale, oltre all'energia cinetica sia conservata anche un'altra quantità quadratica (quindi sempre positiva): la vorticità quadratica media, detta enstrofia. Ciò porta all'instaurarsi della doppia cascata: continuerà ad osservarsi la cascata di energia, ma in direzione opposta rispetto al caso tridimensionale (ossia verso i numeri d'onda più piccoli, e quindi le scale spaziali più grandi), detta per questo motivo cascata inversa, a cui si aggiunge una cascata diretta di enstrofia verso le piccole scale. Tale fenomeno fu descritto per la prima volta da Robert H. Kraichnan nel 1967.
La doppia cascata implica uno spettro di energia più complicato rispetto al caso tridimensionale: sui piccoli numeri d'onda (regime di cascata inversa di energia) si osserva sempre uno spettro alla Kolmogorov {\displaystyle E(k)\propto k^{-5/3}}, mentre sui grandi numeri d'onda (regime di cascata diretta di enstrofia) si ha {\displaystyle E(k)\propto k^{-3}}. La turbolenza bidimensionale è, in un certo senso, più regolare di quella tridimensionale: nel regime di cascata inversa infatti non si osserva il fenomeno dell'intermittenza, per cui l'ipotesi di invarianza di scala è valida, e, sfruttando l'evoluzione di Schramm-Loewner, sono stati osservati addirittura indizi di invarianza conforme.

## Estensioni del concetto di turbolenza
Col passare del tempo, i fisici hanno iniziato a usare il termine turbolenza per riferirsi a numerosi fenomeni correlati a quello della turbolenza fluida in senso stretto. Una prima estensione è quella della turbolenza magnetoidrodinamica, che si verifica nei fluidi elettricamente conduttori, come i plasmi. In questo caso, oltre agli effetti tipici dei fluidi ordinari (come forze inerziali, viscosità o gravità) si deve tener conto anche dei campi elettrici e magnetici, per cui la loro dinamica non sarà descritta dalle equazioni di Navier-Stokes, ma da quelle della magnetoidrodinamica (MHD). I fenomeni di turbolenza MHD assumono grande importanza in astrofisica (ad esempio nella dinamica delle atmosfere stellari o dei dischi di accrescimento), o nella progettazione dei reattori a fusione nucleare.

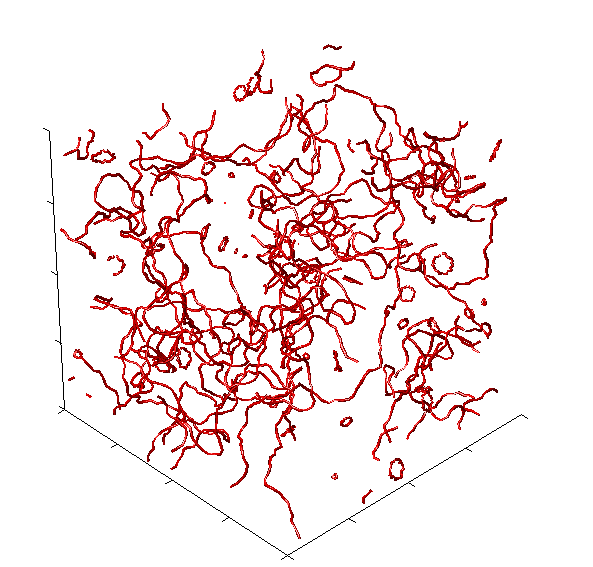
Vortici in un superfluido, tratti da una simulazione numerica di turbolenza quantistica.

In fisica della materia condensata si osserva la turbolenza quantistica dei superfluidi. Si tratta di un fenomeno che si verifica a temperature prossime allo zero assoluto in fluidi come l'elio-4, e che si distingue dalla turbolenza usuale per numerosi aspetti, come l'assenza completa di viscosità, o il fatto che la circolazione associata a un vortice non sia più una quantità continua, ma quantizzata. I vortici quantistici che si osservano nei superfluidi sono molto simili a quelli del campo magnetico che si verificano nei superconduttori. Il fatto che i superfluidi potessero dar luogo a un moto turbolento fu previsto per la prima volta da Richard Feynman nel 1955.
Un fenomeno diverso è quello della turbolenza elastica, osservata per la prima volta nel 2000. Si scoprì che soluzioni polimeriche potessero dar luogo a flussi caotici anche in situazioni in cui ci aspetterebbe un flusso laminare (ad esempio per valori bassi del numero di Reynolds), e a tale regime fu dato il nome di turbolenza elastica, in quanto tali flussi presentano somiglianze con quelli turbolenti veri e propri, come uno spettro dell'energia cinetica che segue una legge di potenza, o un aumento notevole della diffusività. Poiché le equazioni che descrivono tali soluzioni possono, in certi limiti, essere riscritte in una forma analoga a quelle della magnetoidrodinamica, è possibile osservare fenomeni analoghi a quelli nei plasmi, come le "onde di Alfven elastiche".
Un'estensione più generalizzata del concetto di turbolenza è quello di turbolenza d'onda, in cui un sistema fisico lontano dall'equilibrio dà luogo a un insieme di onde non lineari che interagiscono fra di loro in modo caotico, con l'insorgenza di fenomeni analoghi a quelli della turbolenza fluida, come la cascata di energia. Tale fenomeno si può osservare in fluidodinamica (ad esempio nelle onde marine), ma anche nei plasmi, in ottica non lineare o nelle onde gravitazionali, ossia in generale in tutti i mezzi dotati di relazione di dispersione non lineare.